# باربي الأميرة ونجمة النجوم
باربي الأميرة ونجمة النجوم (بالإنجليزية: Barbie: The Princess & the Popstar)‏ هو فيلم تم إنتاجه في كندا والولايات المتحدة وصدر في سنة 2012.

## القصة
يحكي الفيلم عن فتاتين احداهما اميرة واسمها توري والأخرى مغنية واسمها كيرا، كل من توري وكيرا تبهرها حياة الأخرى وتتمنى ان تكون مثلها ثم تلتقيان بالصدفة ويتفقان على ان يتبادلا ادوارهما وتصير توري هي المغنية وكيرا هي الاميرة وو يصبحان يغنيان معا في الحفلات تقوم الأميرة توري بصبغ شعرها ب مشطها السحري

## روابط خارجية
- باربي الأميرة و نجمة النجوم على موقع IMDb (الإنجليزية)
- باربي الأميرة و نجمة النجوم على موقع روتن توميتوز (الإنجليزية)
- باربي الأميرة و نجمة النجوم على موقع نتفليكس (الإنجليزية)
- باربي الأميرة و نجمة النجوم على موقع ألو سيني (الفرنسية)
- باربي الأميرة و نجمة النجوم على موقع أول موفي (الإنجليزية)
- باربي الأميرة و نجمة النجوم على موقع فيلمافينيتي (الإسبانية)
- باربي الأميرة و نجمة النجوم على موقع قاعدة بيانات الفيلم (الإنجليزية)
- باربي الأميرة و نجمة النجوم على موقع ليتربوكسد (الإنجليزية)
- باربي الأميرة و نجمة النجوم على موقع كينوبويسك (الروسية)